# CherryPy
CherryPy (МФА: [ˈʧɛɹi paɪ]
«ЧерріПай», гра слів: англ. cherry pie — «вишневий пиріг») — об'єктно-оріентований веб-фреймворк, написаний на мові програмування Python. Спроєктований для швидкої розробки вебзастосунків для мережі Інтернет. Являє собою надбудову над HTTP-протоколом. Однак працює на низькому рівні і не виходить за рамки вимог RFC 2616 [Архівовано 19 травня 2009 у Wayback Machine.].
CherryPy може також виступати в ролі самостійного вебсервера або працювати під управлінням іншого вебсерверна через протокол WSGI. CherryPy не має засобів для обробки шаблонів, доступу до бази даних чи авторизації користувачів. Фреймворк розширяється за рахунок додаткових фільтрів.

## Pythonic styleінтерфейс
Однією з цілей автора Ремі Делона було створення бібліотеки, яка б максимально відповідала стилю Python. Це дозволило розробниками використовувати фреймворк як звичайний модуль Python і не думати про особливості вебпрограмування.
Наприклад, так виглядає стандартний Hello World в CherryPy:
```
import
 
cherrypy

class
 
HelloWorld
:

    
@cherrypy
.
expose
()

    
def
 
index
(
self
):

        
return
 
"Hello World!"

cherrypy
.
quickstart
(
HelloWorld
())

```